# Peter Hely
Peter Graham Hely (* 26. März 1944 in Australien; † 1. Oktober 2005 in Paris) war ein australischer Jurist und Bundesrichter des Federal Court of Australia.
Peter Hely war seit 1998 Bundesrichter des höchsten australischen Gerichts.
Hely starb an einem Herzinfarkt auf einer Konferenz in Paris.
Peter Hely ist der vierte Bundesrichter Australiens, der 2005 zu Tode kam, nach Graham Hill, der unter mysteriösen Umständen im August 2005 aufgefunden wurde, und nach Bradley Selway, Tod durch Herzinfarkt im April 2005, sowie Richard Cooper, verstorben nach einer Operation im März 2005.